# Правило Розебома
Правило Розебома — это два правила, связывающие равновесные составы твёрдого раствора системы с двумя компонентами и сосуществующей с ним жидкости с точкой плавления твёрдой фазы. Правила выведены Х. Розебомом в 1899 году.
Эти правила имеют большое практическое значение, так как позволяют установить ход кристаллизации твёрдых растворов.

## Первое правило
Первое правило Розебома: при равновесии твёрдый раствор по сравнению с жидкой фазой относительно богаче тем компонентом, прибавление которого повышает температуру начала равновесной кристаллизации. Если на кривой температур конца плавления (или начала кристаллизации) отсутствуют экстремумы, то это правило можно сформулировать проще: при равновесии твёрдый раствор по сравнению с жидкостью богаче тем компонентом, температура плавления которого в чистом состоянии выше.

## Второе правило
Второе правило Розебома: при равновесии в точках экстремумов кривых температур плавления твёрдая и жидкая фазы имеют одинаковый состав.